# Histoire du français au Canada
 (décembre 2021).

## La langue française: identité en construction, du XVIIeà la seconde moitié du XVIIIe
Il s'agira dans cet article de mettre en évidence les faits historiques en lien direct avec la construction de l’identité du peuple canadien dans ses dimensions sociales et politiques. L’identité, en effet, n'est pas seulement le fait des individus, elle est aussi collective et déterminée par un ensemble d’appartenances dont, entre autres, l’appartenance à un groupe linguistique, culturel, historique. Dans le cas du Canada, il s’agira donc d’envisager la langue comme symbole identitaire dans son évolution historique. En effet, comment le français de France est-il devenu un des facteurs de l’identité du Canada ? Quelles ont été les étapes importantes de cette nouvelle identité ? Quels sont les impacts de l’évolution de la langue française sur la construction de l’identité du peuple canadien ? Autant de questions qui sont à la base même cet article. bonjour
L'article se divisera en quatre parties, chacune  correspondant à un type d’identité de la langue française et donc, par là même, des locuteurs.

### L’arrivée des Français en Amérique
La présence francophone actuelle au Canada est la continuation de deux colonies françaises fondées au début du XVIIe siècle. La première, l’Acadie, a été fondée en 1605, dans ce qui correspond actuellement à la Nouvelle-Écosse, par des colons français qui provenaient dans leur majorité du Poitou. Ces colons ont apporté avec eux des traits linguistiques de cette région qu’ils se sont transmis de génération en génération. Ces traits linguistiques expliquent aujourd’hui encore la distinction entre le français acadien et le français québécois. Par la suite, l’Acadie fut cédée à l’Angleterre en 1713. Toutefois, l'étude se centrera davantage sur la langue française de cette seconde colonisation. Celle-ci a débuté en 1608 avec l’arrivée de Champlain qui fonda à Québec, une deuxième colonie française, la Nouvelle-France. 

### Les Français et les Amérindiens
Au début du XVIIe siècle, la Nouvelle-France s’étend donc du détroit de Belle-Isle aux  Grands Lacs, en passant par Terre-Neuve et l’Acadie, et de la  baie d’Hudson à la Louisiane. Il importe de considérer le territoire géographique pour, par la suite comprendre la localisation des parlers français. L’Angleterre, quant à elle, possède le littoral de la côte est du continent. Elle ne compte d’ailleurs pas laisser le champ libre à la France, car l’enjeu commercial est considérable dont notamment dans la traite de fourrure.
La traite de fourrure est un élément central dans l’évolution de la langue française. En effet, les colons français s’allient avec les nations amérindiennes pour assurer le commerce extérieur des fourrures. Le contact avec la population locale se fait sous une politique d’intégration par le mariage, la culture et la langue. La politique coloniale française prévoyait que les Amérindiens convertis seraient considérés au même titre que les Français. 
Toutefois, comme le souligne Sterling Haig, « les Français se rendent vite compte du caractère utopique de cette politique. » Les Amérindiens, en effet, ne se laissent pas faire et se montrent assez réfractaires. Et finalement, ce sont les Français qui vont devoir apprendre la langue des Amérindiens. Ceux qui arrivent à maîtriser les langues amérindiennes sont plébiscités en tant qu’interprètes dans le commerce des fourrures. Certains Français passent donc plusieurs années dans les communautés amérindiennes où ils découvrent un nouveau mode d’existence et de nouveaux codes symboliques. Ces Français seront d’ailleurs surnommé les coureurs de bois et c’est en partie grâce à eux que le français deviendra la langue des métis jusqu’au XIXe siècle. Un autre facteur qui aura un impact sur l’unification du français est l’origine des colons. C’est ce dont il sera question au prochain point.

### L’unification linguistique du français en Nouvelle-France
Il est à noter que la population française d’Amérique provient de différentes provinces, mais comporte une majorité provenant de Paris, en particulier à cause des filles du roi. Micheline Dumont dans son article Les filles du roi développe ce concept dont nous reprenons les idées directrices. Il s’agit en fait de plusieurs centaines de jeunes filles françaises, célibataires ou veuves qui ont émigré en Nouvelle-France de 1663 à 1673. L’objectif du roi Louis XIV s’inscrivait dans une volonté politique de peuplement. L’arrivée massive de filles à marier a donc été l’un des facteurs du recours à la langue française comme langue d’usage au Canada. Ce qui explique que bien qu’en France à cette époque subsistent de nombreux patois dans les provinces, alors que la langue parlée au Canada est le français de Paris. 
Issue donc principalement du bassin parisien, bien que quelques colons provenaient également de province, la présence du français au Canada s’est rapidement traduite par un français homogénéisé qui est devenu plus tard le français québécois moderne. En effet, à une époque où la majorité des Français qui vivaient en province parlaient des langues et dialectes autres que le français tels l’occitan et le picard, tous les habitants de la Nouvelle-France communiquaient entre eux dans un français unifié. Il s’agissait alors, comme le souligne Julie Augier, d’ « un français qui faisait l’envie des visiteurs métropolitains. »
Le français parlé au Canada à l’époque était soit issu du français correspondant aux usages de la cour, soit aux usages issus du parler populaire français. Alors que certains usages du français normé ont subsisté dans le français du Canada, ils ont disparu dans le français de France. Ces usages québécois qui sonnent aujourd’hui un peu démodé, étaient donc, à l’époque, conformes au bon usage Toutefois, progressivement, ce français va s’écarter de plus en plus du français de France.

### Un français qui s’écarte du français de France
À Québec, considéré alors comme la capitale de la Nouvelle-France, les jésuites s’efforcent d’apprendre le français à la population locale. Toutefois cela ne se passe pas de manière uniforme car une part des Français se fond dans la population amérindienne. Il se développe donc une colonisation à double vitesse : d’une part, ceux qui s’écartent des objectifs de Louis XIV et se fondent dans la population locale et, d’autre part, ceux qui s’établissent à Québec et ont le souci de coloniser les Amérindiens en imposant leur univers et leur langue. Nous distinguons alors une langue française avec des termes amérindiens et une langue française unifiée par les échanges de la vie quotidienne urbaine. La nouvelle langue des Canadiens émerge donc de ces deux influences. Car il ne s’agit plus vraiment de Français au sens propre du terme mais de Canadiens tant par leur histoire que par leur rapport à l’environnement. En effet, la réalité du Canada, par ses aspects sociaux et économiques, contraste fortement avec la réalité française de l’époque. Ainsi donc une sorte de fossé culturel se creuse entre les français de France et les colons canadiens. 
Toutefois, cette identité canadienne attribuée aux Français va se voir fortement perturbée par l’arrivée des Anglais et celle-ci aura également de fortes conséquences sur la langue française.

## La langue française en quête d’identité entre les régionalismes et les anglicismes, de la seconde moitié du XVIIIeà la seconde moitié du XIXe

### La conquête des Anglais
Cette apparente tranquillité de la colonisation française se voit perturbée dans la seconde moitié du XVIIe siècle avec l’arrivée des Anglais. En effet, en 1754, les Anglais, sous le commandement de George Washington, affrontent les Français dans la vallée de l’Ohio en vue de mettre la main sur le commerce des fourrures. Bien que les Français tentent de résister, en 1759, c’est la chute de Québec et la capitulation de Montréal peu après. Les Français, en raison de l’ampleur des territoires à défendre et par le peu de forces militaires en comparaison avec les Anglais, n’arrivent pas à résister à ces derniers.
La conquête de 1760 aura un impact important sur l’identité des Canadiens : elle engendrera de nombreux changements sociaux et aura des conséquences sur la langue française. En effet, à la suite du contact linguistique entre le français et l’anglais, des appellations françaises ont été transformées, d’autres partiellement ou totalement traduites. La situation ne s’améliorera pas pendant la seconde moitié du XIXe siècle comme nous le verrons dans la partie suivante.
L’éclairage historique de l’article de Denis Vaugeois nous présente les troupes britanniques comme soucieuses de respecter les biens, la religion et les lois des Canadiens. Toutefois, en ce qui concerne le français rien n’est encore décidé. Il est à noter que les capitulations de Québec et de Montréal ont été rédigées en français et paradoxalement, le document qui fait du Canada une colonie britannique a également été rédigé en français.

### Le statut de la langue
L’ indépendance des États-Unis en 1783 aura un impact considérable sur l’histoire de la langue française au Canada. En effet, une grande majorité de Loyalistes - ceux qui ont résisté jusqu’à la fin à l’indépendance des États-Unis - s’exilent au Canada. Et avec un certain étonnement, ils découvrent qu’on y parle français. Ils demandent immédiatement à être débarrassés des lois civiles françaises et réclament un district séparé. 
Toutefois, en regard de cela se pose la question de la langue qui jusqu’alors avait été ignorée. En 1840, l’ Acte d’Union sanctionné à Londres décrète que tout document écrit émanant de la législature doit être rédigé en langue anglaise. Cette cohabitation du français et de l’anglais a bien entendu des impacts sur la langue elle-même et comme le souligne Vaugeois, « les Canadiens, reconnus autrefois pour la pureté de leur langue, ont depuis adopté bien des anglicanismes et des archaïsmes. »
Le problème est réel. Le vocabulaire politique subit l’influence de l’anglais. Face à cela de nombreuses personnalités politiques font entendre leur voix dont notamment La Fontaine, Papineau et  Elgin qui demandent la révocation de l’article 41 de la loi sur les langues officielles au Canada qui imposait des restrictions à l’usage de la langue française. C’est finalement en 1849, sous la pression de plus en plus importante d’Elgin que le parlement impérial révoque cet article. Se pose dès lors la question du statut du français car l’article n’est ni amendé ni remplacé. Londres avait choisi le vide constitutionnel. Le français se retrouve donc sans véritable statut alors que l’anglais quant à lui s’infiltre dans tous les domaines.

### L’anglicisation et le régionalisme de la langue française après la conquête
La culture anglaise, à la suite de la conquête anglaise et à la présence des Loyalistes, s’infiltre dans toute la vie des Canadiens. Ainsi donc, avec l’accroissement de la population anglophone, les villes sont devenues des centres cosmopolites où l’anglais a pris le dessus. Les Anglais dominent également le secteur économique ce qui fait de l’anglais la langue des affaires.
Le français durant la conquête anglaise va, d’une part, être influencé curieusement par les régionalismes français et, d’autre part, par les anglicismes.
En effet, les textes écrits après 1760 attestent de changements manifestes du français, non seulement en raison de l’influence de l’anglais, mais également par une dynamique nouvelle qui régit le vocabulaire d’origine française provenant des usages régionaux de France.
Premièrement, concernant les régionalismes, prenons à titre d’exemple, le mot brunante pour crépuscule. Ce mot est en fait un héritage de France qui n’appartenait pas au français standard de Paris. Ce phénomène se comprend par le fait que, à la suite de la conquête anglaise, la majorité des Français issus de Paris est retournée en France, par contre les coureurs de bois sont restés. Nous assistons donc à cette époque à une résurgence du patois qui avant n’était que minoritaire et donc les études ne les avaient pas vraiment pris en considération.
Deuxièmement, l’emprise des Anglais sur les Canadiens se marque principalement par la pénétration des anglicismes dans la vie quotidienne. En voici quelques exemples : groceries pour produits d’alimentation, barley pour orge, ketchup… La langue traduit donc une certaine anglicisation de la culture qui intègre de nouvelles habitudes alimentaires comme le thé et même certains comportements sociaux comme le fait de se serrer la main pour se saluer. 
L’influence massive de l’anglais commence à se manifester au Canada à la même période qu’en France, quoique pour des raisons différentes. En effet, l’anglicisme en France s’explique par un phénomène d’anglomanie que des philosophes comme Voltaire ont contribué à susciter ; l’anglicisme au Canada vient, quant à lui, de la domination politique et économique du pays par les Anglais.
Il s’agit donc d’une véritable émergence d’une variété canadienne du français. Les exemples cités plus haut témoignent d’une langue dont le vocabulaire est en complète réorganisation. 
Cette nouvelle langue ponctuée de régionalismes et d’anglicismes est alors parlée par le peuple. Nous pouvons, dès lors, nous interroger sur la manière dont la langue du peuple a pu devenir rapidement la langue de toute la société.

### La rapide diffusion de cette nouvelle langue
Un retour sur les faits historiques pourra nous éclairer quant à la diffusion massive de cette nouvelle langue en construction. Premièrement, après la conquête, d’une part, une bonne partie de l’élite française est retournée en France et, d’autre part, la proportion des ruraux a augmenté. Dans ce contexte où la tradition orale était de plus en plus importante, il ne faut pas s’étonner de ce que la nouvelle élite issue du peuple soit elle-même attachée aux façons de parler traditionnelles. Deuxièmement, la population rurale a connu un accroissement considérable : elle est passe de 60 000 en 1760 à 450 000 en 1839. Ces facteurs peuvent donc expliquer que le modèle linguistique qui s’est constitué pendant cette période ait pu s’implanter et devenir une référence pour l’ensemble de la société canadienne française.
Les Canadiens à cette époque prennent conscience que leur identité a été marquée par la conquête et que leurs comportements sociaux et les traits linguistiques qui se sont fixés durant cette période ont influencé l’évolution de leur société à tout point de vue.

### La dispute grammaticale
Le français du Canada évolue donc de manière distincte du français de France. En effet, à la suite de l’interruption des échanges directs entre Canadiens et Français et à la suite de la Révolution française, le français du Canada et celui de France s’engagent donc sur des voies distinctes. Ce n’est qu’en 1841, à la suite de la publication du Manuel des difficultés les plus communes de la langue française que le puriste de la langue française, Thomas Maguire, marque le début d’un certain purisme pour le français du Canada. Ce dernier, en fait, refuse dans tout écrit du Canada tout mot qui n’est pas issu du dictionnaire français. Ce qui apparaît à l’époque comme une véritable attaque contre le parler français du Canada. Toutefois de nombreux intellectuels et défenseurs de l’identité canadienne vont s’insurger contre les propos de Maguire. 
Cette « dispute grammaticale » est le début de longues luttes qui opposeront, d’une part, les partisans d’un purisme de la langue française et, d’autre part, les partisans d’une norme adaptée au contexte canadien.
La connaissance de cette tranche de l’histoire du français du Canada, et plus spécifiquement du français à Québec, est essentielle car, comme le souligne Gérard Laurence, « cette dispute grammaticale est cruciale pour comprendre à la fois l’attachement des Québécois à leur langue familière et les divergences de point de vue qui perdurent à propos de la définition de la norme, en somme pour cerner l’identité québécoise. »
Cette période de flou linguistique nous amène à la période suivante lors de laquelle la question du français, à la suite des évènements historiques, est de nouveau à l’ordre du jour. 

## La langue française: identité menacée, de la seconde moitié du XIXeà la seconde moitié du XXe

### Bouleversements politiques: enjeux linguistiques
À partir de la seconde moitié du XIXe siècle, et ce pendant plus de cent ans, il s’agira pour la population canadienne de réaffirmer son identité culturelle, économique et politique à la suite de l’échec des rébellions de 1837 Pendant cette période, que certains historiens qualifient de période charnière, la société canadienne française cherche à s’affirmer dans le cadre de deux régimes successifs, le Canada-Uni et la Confédération. Dans ce contexte, la langue française est l’objet de nombreuses préoccupations. En effet, quel sera le statut politique du français au sein de la Confédération ? Comment la langue française va-t-elle évoluer avec l’influence d’une présence anglo-américaine désireuse de pénétrer tous les domaines de la société ?
Analysons dès lors la mise en place de la Confédération. Il est à noter qu’en 1850, cela fait presque un siècle que les Canadiens français vivent sous l’autorité des Anglais. Les hommes politiques, ayant pris conscience du morcellement du territoire canadien, effectuent de nombreuses alliances. C’est ainsi que les députés provinciaux se réunissent de plus en plus souvent et finissent par aboutir à la décision de créer une nouvelle structure politique à caractère fédéral. C’est donc en 1867 que naît finalement la Confédération canadienne. L’usage du français comme de l’anglais au niveau fédéral et dans la province de Québec était alors obligatoire. Toutefois, les députés provinciaux préoccupés davantage par les questions économiques et politiques que linguistiques n’ont pas vraiment développé la mise en place d’un bilinguisme bien défini au sein de la nouvelle Confédération.

### Prise de conscience de la détérioration du français
Vers la fin du XIXe siècle, à Montréal et en Nouvelle-Angleterre, un grand nombre de Canadiens français quittent le milieu rural pour aller travailler dans des usines où ils sont confrontés à un environnement économique anglophone. Cette situation accélère la détérioration du français parlé et écrit tant au travail que dans la vie quotidienne.
À cette époque alors, seuls quelques intellectuels semblent être touchés par cette détérioration du français. Ce n’est qu’au début du XXe siècle que la conscience linguistique atteint l’ensemble de la population. La première initiative linguistique est la création de la Société du parler français au Canada qui entreprend d’organiser à Québec le premier congrès de la langue française ; et la deuxième est la création de la Ligue des droits du français dont le but est de propager l’usage du français.
Ainsi, à la suite de la mise en place d’une nouvelle politique, la langue française a connu un ensemble de stagnations et à la fois de reculs. En effet, en 1850, hormis quelques intellectuels, les Canadiens français, se focalisant sur les problèmes économiques et politiques, ne se préoccupent que très peu de l’état de leur langue. Cependant divers phénomènes commencent à avoir des effets à la fois sur la langue mais aussi sur la perception que les gens en ont. 
Rejoignant les propos de Philippe Barbaud, nous pouvons identifier trois phénomènes à cette prise de conscience de la détérioration du français. Premièrement, après la longue rupture avec la France provoquée par le traité de Paris, les contacts des Canadiens français avec la France reprennent et ces derniers se rendent compte d’un certain écart entre le français de France et celui du Canada. Deuxièmement, les contacts entre francophones et anglophones depuis 1763 se marquent de plus en plus dans la langue française du Canada. Finalement, un dernier phénomène qui jouera un rôle central dans la prise de conscience d’une détérioration du français est l’idée, parmi les Anglo-Saxons, que les Canadiens français parlent une sorte de dérive du français et non le bon français. C’est ce qu’ils appelleront le French Canadian Patois. Ce préjugé, fortement véhiculé, permettra à l’élite canadienne de prendre conscience des changements qui ont bouleversé sa langue.
Cette élite est d’ailleurs inquiète quant aux éventuelles répercussions que pourrait avoir cette mauvaise réputation linguistique. Un grand nombre d’écrivains, de journalistes et de professeurs vont donc entreprendre une campagne de presse dans le but d’alerter la population contre la dérive du français canadien. En effet, ils se rendent compte que si leur langue s’éloigne trop du français normatif, cela pourrait avoir des conséquences sur l’image même des Canadiens, comme le souligne Chantal Bouchard : « les Canadiens français risqueraient de perdre un atout précieux pour la défense de leur position : appartenir à une culture et une langue qui à cette époque jouissait du plus grand prestige international. »

### Défense de la langue française
Nous concevons dès lors que les intellectuels de l’époque s’en prennent dans leurs écrits, d’une part, aux emprunts anglais et, d’autre part, à tous les particularismes canadiens (archaïsmes, néologismes). Bien que ces initiatives ne parviennent pas vraiment à réduire les conséquences de l’interférence avec l’anglais, elles ont tout de même pour effet de transmettre l’inquiétude à une plus large partie de la population. Il s’agit là de la première prise de conscience de la détérioration que les Canadiens français se font de leur langue.
Les Canadiens français se rendent alors compte des menaces que constituent pour leur groupe linguistique l’assimilation aux États-Unis et le nombre croissant des anglophones et, comme le souligne Claude Poirier, « de cette prise de conscience s’intègre peu à peu à leur identité le statut de minoritaire et les amène à reconsidérer leur image identitaire collective et tout ce qui la compose. »
À mesure que la situation des Canadiens se détériore et que l’image identitaire négative se met en place, le discours sur la langue devient de plus en plus important. Dans les années 1940-1960, l’idée que les Canadiens français parlent une langue de plus en plus éloignée du français de France et de la langue écrite est émise par les Anglo-Saxons et est, par la suite, intégrée par la plupart de la population. Cet extrait d’article de journal de l’époque en témoigne : « Du haut en bas de l’échelle sociale, bien qu’à des degrés différents évidemment, le langage parlé des Canadiens français est d’une indigence et d’une vulgarité incroyable. »
Il existe donc un sentiment négatif quant au français du Canada déterminé par divers facteurs : la détérioration de la position socio-économique et politique des Canadiens français et le discours d’une identité dépréciée et minoritaire à défendre.
En effet, nous constatons que durant cette période le français a perdu peu à peu de son importance face à la prépondérance de l’anglais. À la suite de cela, des associations et des mouvements sociaux, mais aussi la presse vont revendiquer l’identité d’une société canadienne française. La question linguistique devient donc une question centrale. Ces mouvements se poursuivront pendant les années 1960, période lors de laquelle l’identité de la langue française s’affirme véritablement.

## Affirmation et revalorisation de l’identité du français au Canada, de la seconde moitié du XXeà nos jours

### Les politiques linguistiques au Canada
À partir des années 1960, les Canadiens francophones prennent conscience du fait que s’ils ne protègent pas leur langue celle-ci risque de disparaître. Il leur devient donc nécessaire d’adopter des politiques linguistiques afin de rehausser la valeur du français et de garantir leurs droits. 
Par son histoire et par ses deux populations fondatrices, le Canada est un pays officiellement bilingue. La loi sur les langues officielles adoptée en 1969, reconnaît aux francophones « le droit de recevoir des services en français dans toutes les régions du Canada où vivent des communautés francophones. » Toutefois, il revient en fait à chaque province d’adopter, si elle le souhaite ou non, des lois qui protègent les droits linguistiques de ses minorités. C’est ainsi que les différences d’une province à une autre sont considérables. Par exemple, le Nouveau-Brunswick est la seule province officiellement bilingue. Toutes les autres provinces sont unilingues : huit d’entre elles ne reconnaissent que l’anglais, alors que la neuvième, le Québec, est officiellement unilingue en français. Analysons dès lors de manière plus spécifique la politique linguistique qui y prévaut.

### La révolution tranquille
C’est donc à Québec que les droits des francophones canadiens sont les mieux protégés. Avant les années 1960, la société québécoise avait été marquée par le conservatisme religieux et politique et les francophones québécois avaient vécu repliés sur eux-mêmes. Les années 1960 ont marqué un véritable tournant dans l’histoire du Québec.
En 1960 commence une période de grands changements sociaux que les historiens appellent la Révolution tranquille. Les Québécois prennent alors leur destin en main. Comme le souligne Julie Auger, « c’est pendant cette période qu’ils prennent conscience du piètre état de leurs droits linguistiques et du danger que représente l’anglicisation des immigrants et de certains francophones. » En effet, lorsque le gouvernement libéral prend le pouvoir en 1970, il adopte une loi redonnant au français le statut de langue officielle. En 1977, il adoptera la loi 101 aussi appelée Charte de la langue française. Cette loi a toute son importance car elle a amélioré la position du français à Québec. Elle redonne en effet au français le statut de seule langue officielle du Québec et impose l’affichage en français. Pour synthétiser, nous pourrions dire que cette loi a permis de rétablir les droits linguistiques des francophones québécois et a contribué à améliorer la connaissance du français des allophones et des anglophones. L’objectif était donc de faire du français la langue commune qui unit en quelque sorte tous les Québécois. Cette loi a un impact considérable pour les francophones du Québec : ils perdent peu à peu l’appellation de Canadiens français et s’approprient le mot Québécois.

### Valorisation du français au Québec
Cet éclairage, quant aux politiques linguistiques mises en place à partir de la Révolution tranquille, est nécessaire si nous voulons cerner au mieux ce que représente aujourd’hui le français pour les Canadiens et plus spécifiquement pour les Québécois pour lesquels il y va de leur identité. Le Québec, en effet, connaît véritablement une revendication d’une identité nouvelle qui se marque tant d’un point de vue linguistique que politique.
Les Québécois, à travers cette Révolution tranquille, ont réalisé d’importants progrès dans leur lutte pour la promotion du français. Dans ce contexte nouveau, basé sur une politique linguistique en faveur du français, l’identité québécoise a pu s’exprimer avec plus de spontanéité et sous de multiples formes. La littérature québécoise en est un exemple frappant. En effet, si son existence n’était, pour ainsi dire, pas reconnue avant les années 1970, elle s’est développée remarquablement. Ainsi donc, comme l’affirme Claude Poirier, « les auteurs ont puisé avec liberté dans leur langue maternelle et non plus seulement dans une variété apprise. » Ils sont d’ailleurs suivis par les cinéastes et les chanteurs contribuant à donner ainsi au français une place centrale dans les productions artistiques. 
En même temps qu’ils mènent des actions politiques pour assurer un statut à leur langue, les Québécois donnent une reconnaissance réelle au français au sein de leur société. La volonté politique du français et la reconnaissance de la variété sous laquelle le français a évolué à Québec traduisent une véritable valorisation de la langue.

### Les réflexions quant au choix de la variété de français
La question du bon usage du français est encore très vive à Québec. En effet, quel est le français standard pour les Québécois ? Doivent-ils nier une part de leur identité et suivre le français de France ? 
Actuellement deux tendances sont visibles. La première suggère, comme le souligne Stirling Haig, « un alignement sur le français de France et propose le français standard augmenté de quelques canadismes de bon aloi. » La seconde serait plus nationaliste revendiquant l’usage du joual et d’autres parlers locaux. Cette division recouvre également une opposition politique entre conservateurs, d’une part, et progressistes, de l’autre. Actuellement, suivant le raisonnement de Stirling Haig, « il est à noter que le joual perd de son importance à la suite d'une certaine prise de conscience d’un possible repli identitaire dans un dialectisme que certains linguistes voient comme hostile. »
Quelle est donc la norme québécoise ? De quel français s’agit-il ? Les linguistes prônent une langue de qualité mais cela reste flou et peu concret. De plus, il s’avère assez difficile, pour les Québécois, de se référer à une norme car les ouvrages de référence n’existent pas vraiment.
Ces interrogations sont au cœur même des réflexions actuelles à Québec et des pistes sont lancées. L’identité du français est donc en pleine réflexion quant à un certain purisme qu’elle souhaite promouvoir pour ne pas tomber dans le piège des anglicismes.

## Conclusion
L’histoire du rapport entre la langue française et l’identité du peuple canadien présentée depuis l’arrivée des colons, marquée ensuite par la conquête des Anglais et l’arrivée des Loyalistes, a évolué tout au long de l’histoire. Dans les années 1960, cette histoire a abouti à un moment décisif, la Révolution tranquille. Ce rapport, qui n’a pas toujours été sans heurts, se marque finalement comme l’une des caractéristiques centrales du peuple canadien et plus particulièrement du peuple québécois.
Les problématiques relevées dans cet article concernant les rapports étroits entre l'identité et la langue font échos à d'autres interrogations qui peuvent être tout aussi valables en Belgique et en Suisse, à savoir : la langue ne renvoie-t-elle pas toujours à l'existence préalable d'une communauté ? D'où le défi identitaire qui se passe actuellement dans de nombreux pays où se côtoient plusieurs langues, plusieurs identités.